# Château de Méterville
 (juin 2020).
Si vous disposez d'ouvrages ou d'articles de référence ou si vous connaissez des sites web de qualité traitant du thème abordé ici, merci de compléter l'article en donnant les références utiles à sa vérifiabilité et en les liant à la section « Notes et références ».
Le château de Méterville est un demeure, qui porte la date de 1588 et fut remanié à plusieurs reprises, qui se dresse sur le territoire de la commune française de Gorges, dans le département de la Manche, en région Normandie.
Le château est répertorié à l'Inventaire général du patrimoine culturel dans la base Mérimée au titre du patrimoine architectural français.

## Localisation
Le château de Méterville est situé, en écart, au hameau éponyme, à 1 kilomètre à l'est-sud-est du bourg, attenant à l'exploitation céréalière de Méterville, dans le département français de la Manche.

## Historique
Le logis manorial achevé en 1588 a été remanié aux XVIIIe, dans le 4e quart du XIXe et dans la 1re moitié du XXe siècle.
Sa toiture est remaniée entre 1895 et 1900. Le logis de ferme, l'étable qui le jouxte et l'ensemble jumelé grange-charretterie datent du XVIIIe. Le logis de ferme est repris dans la première moitié du XXe siècle.
Il est, en 2020, la propriété de monsieur Godefroy Quentin.

## Description
Le château de Méterville présente un plan centré haut de deux étages plus un niveau de comble.
Le domaine regroupe outre la maison manoriale, une étable, une grange et une charretterie.

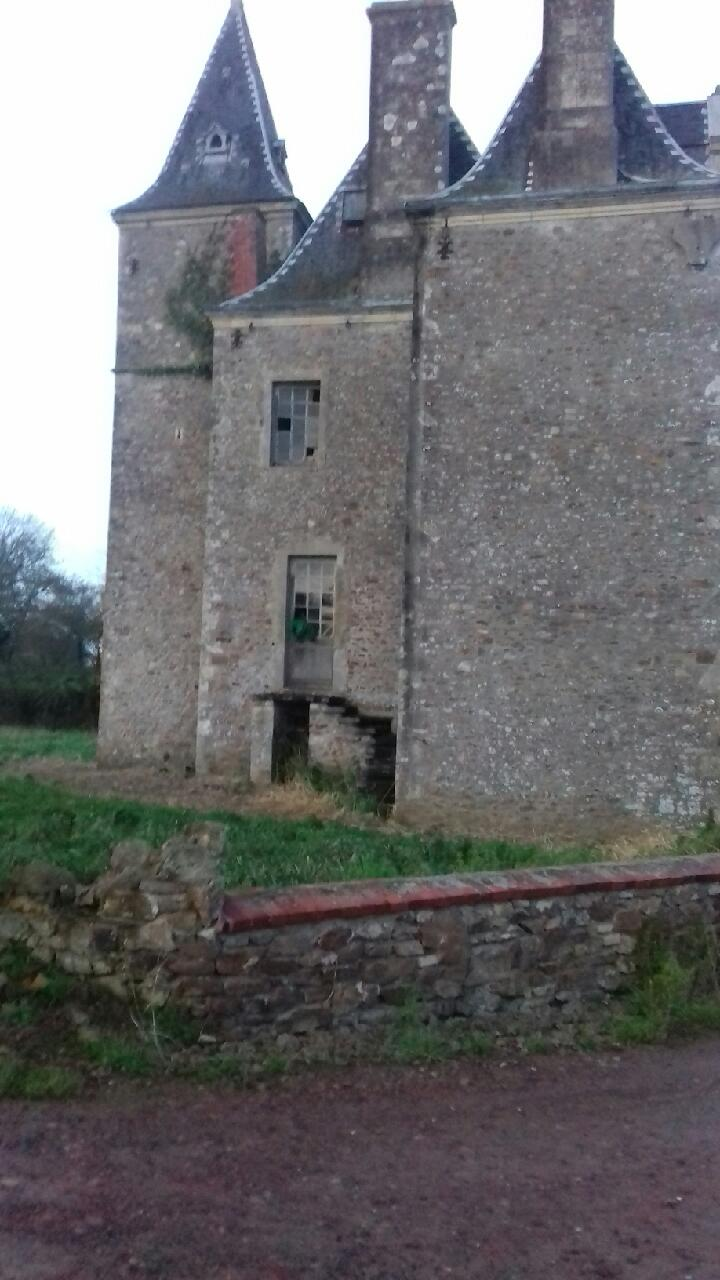
Le château Renaissance.
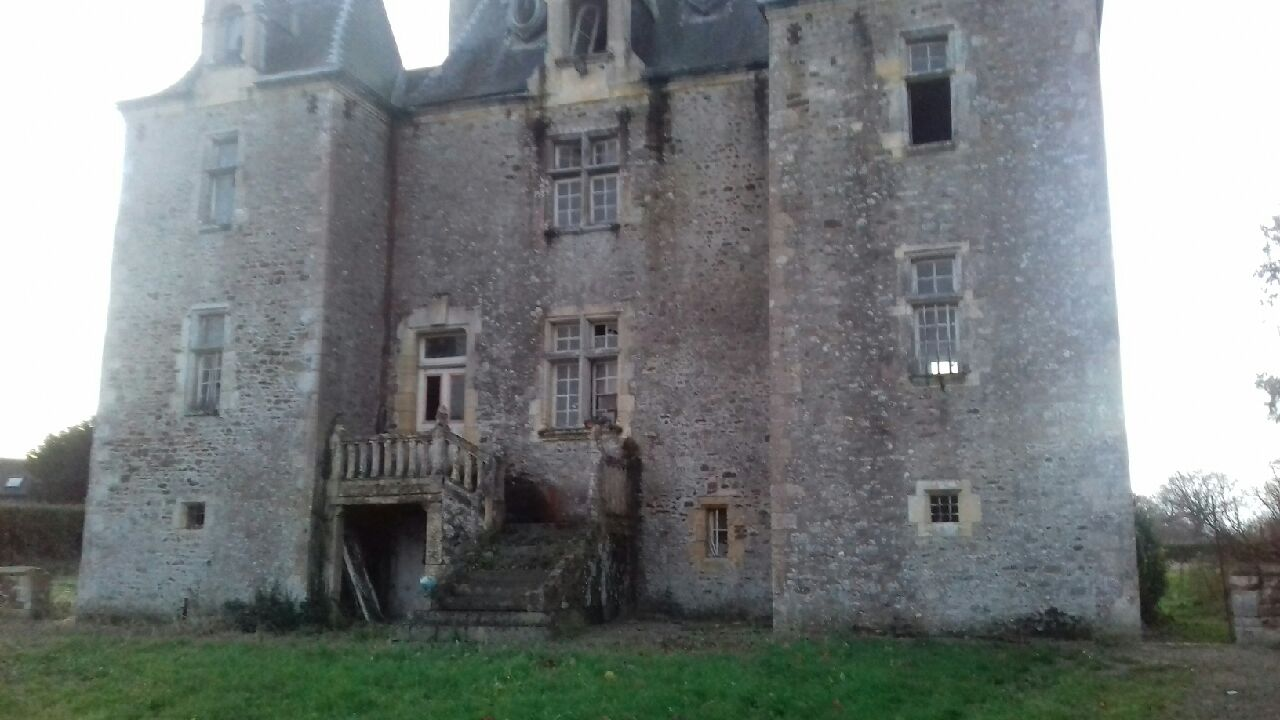
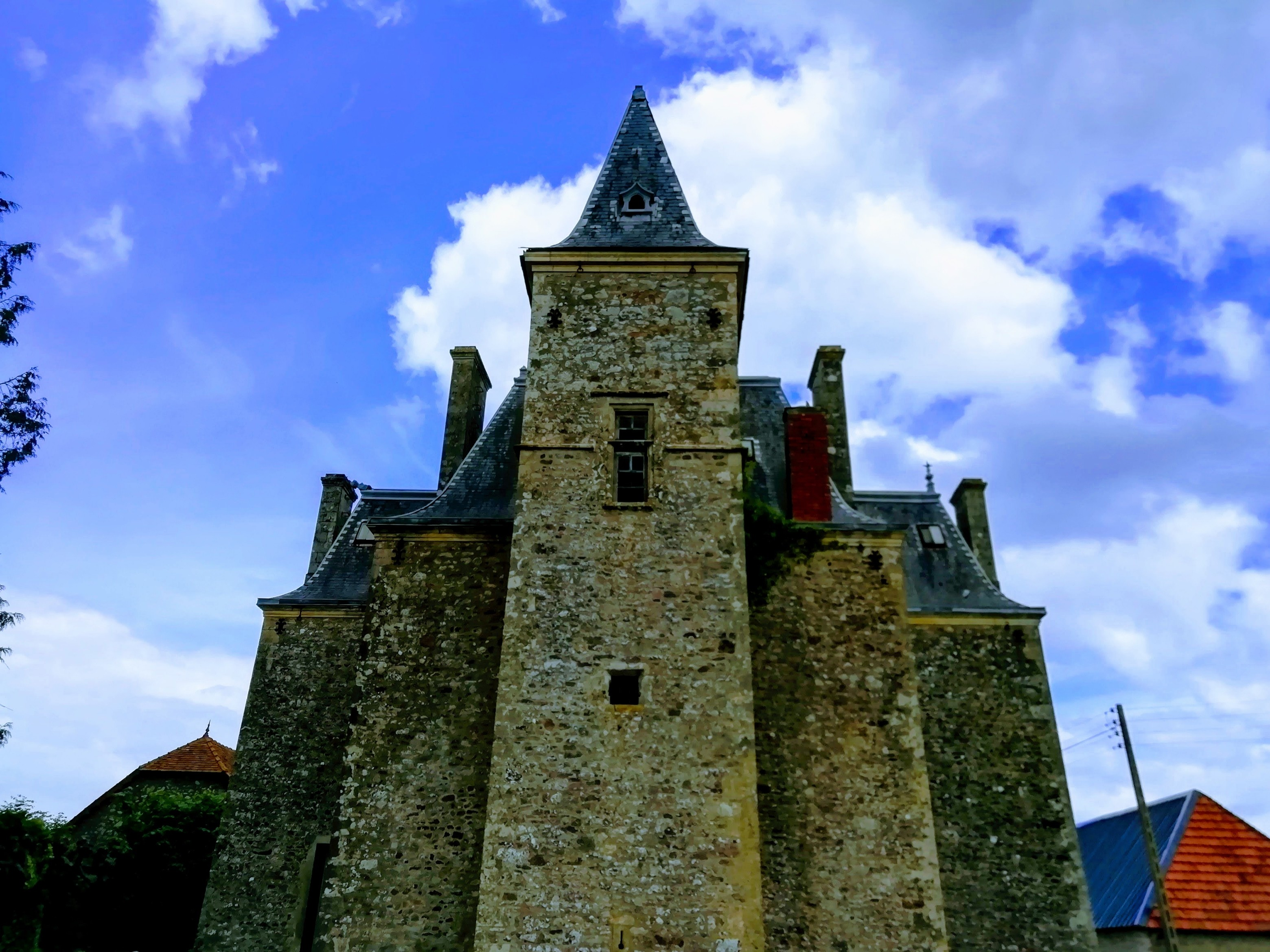